# Живий камінь
Фестива́ль «Живи́й ка́мінь» — міський фестиваль скульптур із каменю в Україні.
Фестиваль проходить влітку в Черкасах, на території парку "Сосновий бір".

## 2008рік
Перший фестиваль пройшов в місті 21 червня 2008 року і був своєрідним продовженням лютневого свята крижаних фігур. Дійство продовжувалось до 5 липня і за цей час у ньому взяло участь 12 скульпторів з Києва, Канева, Львова, Золотоноші та Моринців. За перші 2 дні міський фестиваль відвідало понад 30 тисяч черкащан та гостей міста. Всі скульптури виготовлялись із пісковику і вироби були присвячені «Енеїді» І.Котляревського. На фестивалі з концертною програмою виступав український гурт «Друга ріка».

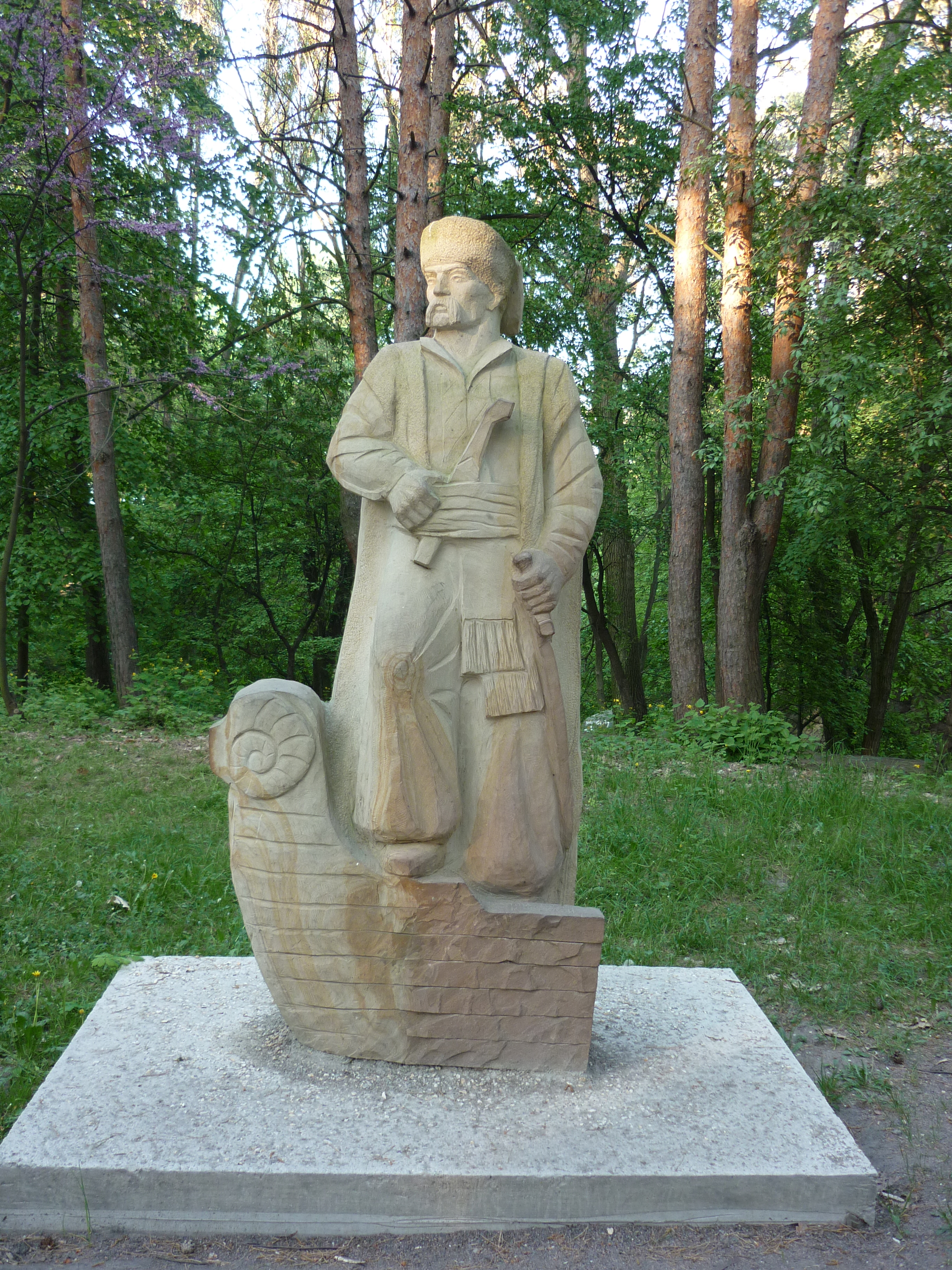
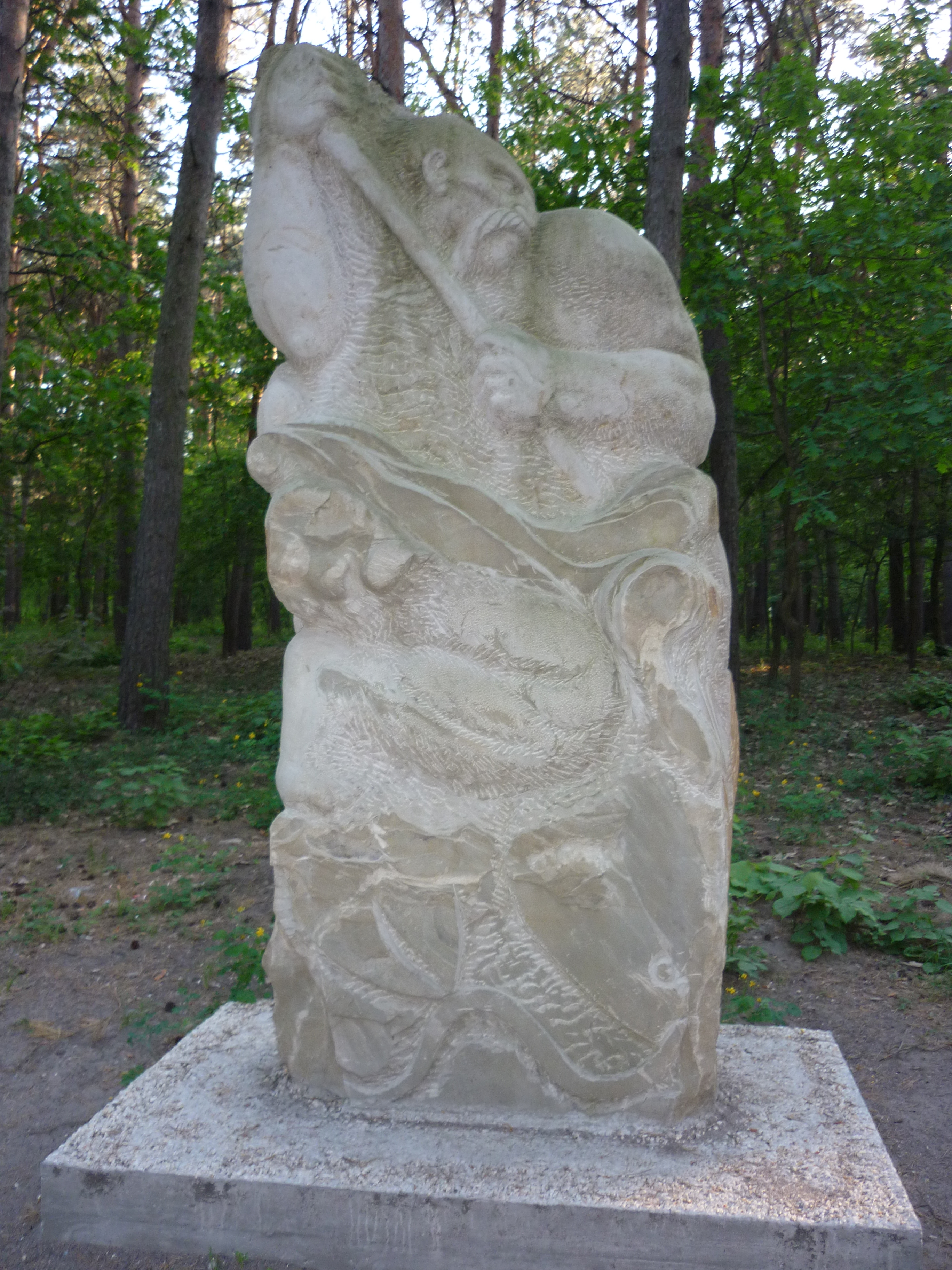
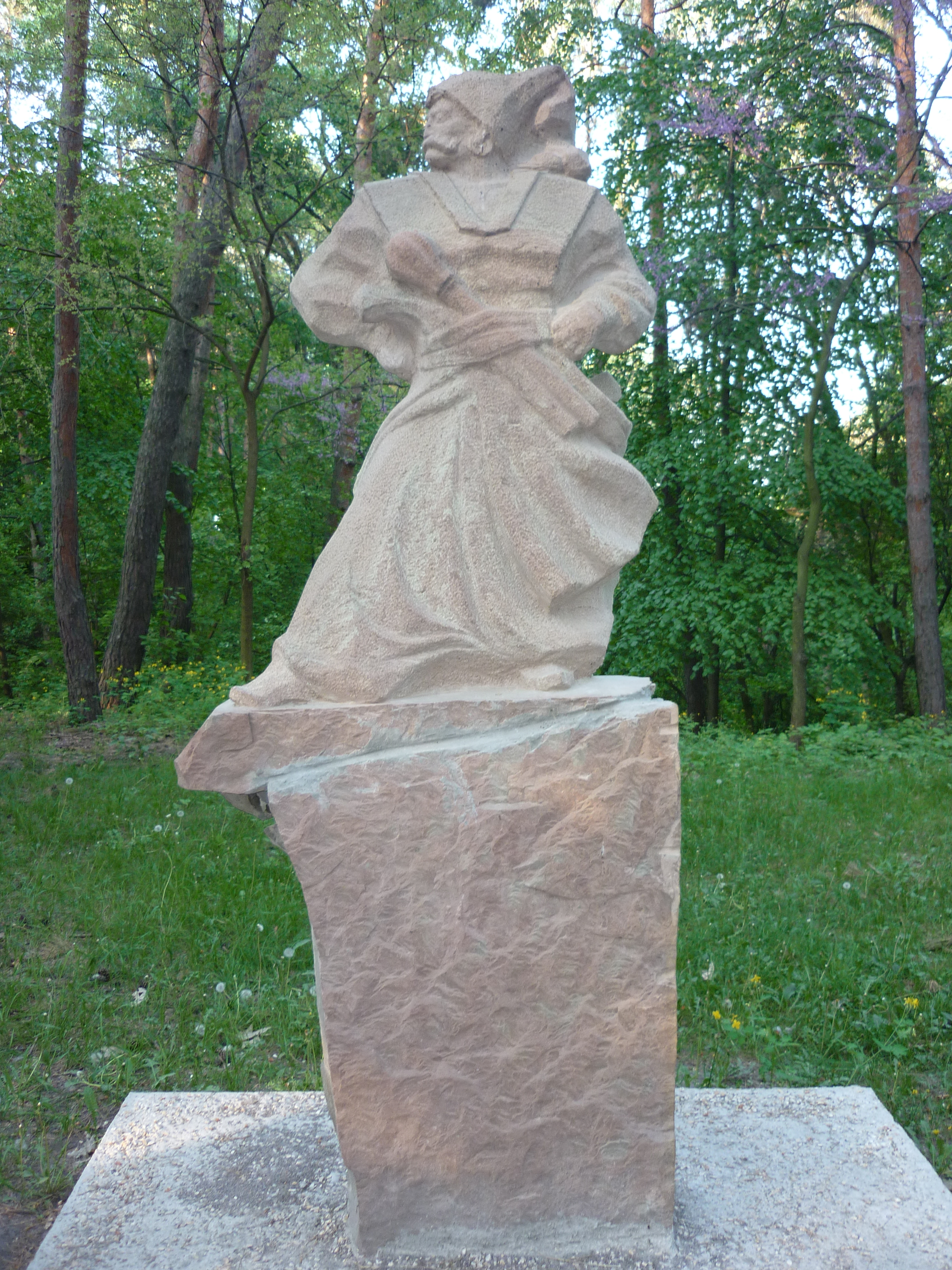
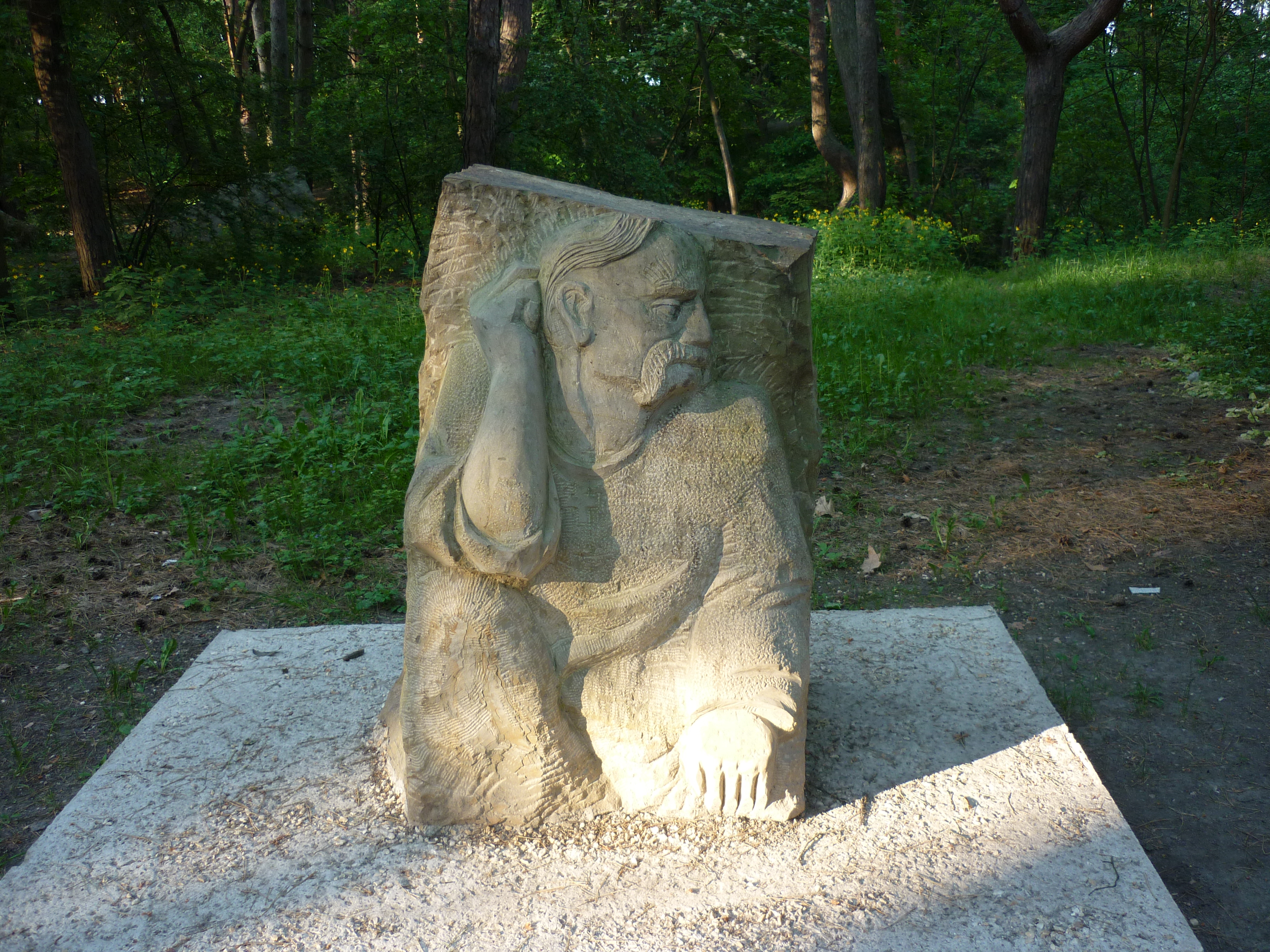
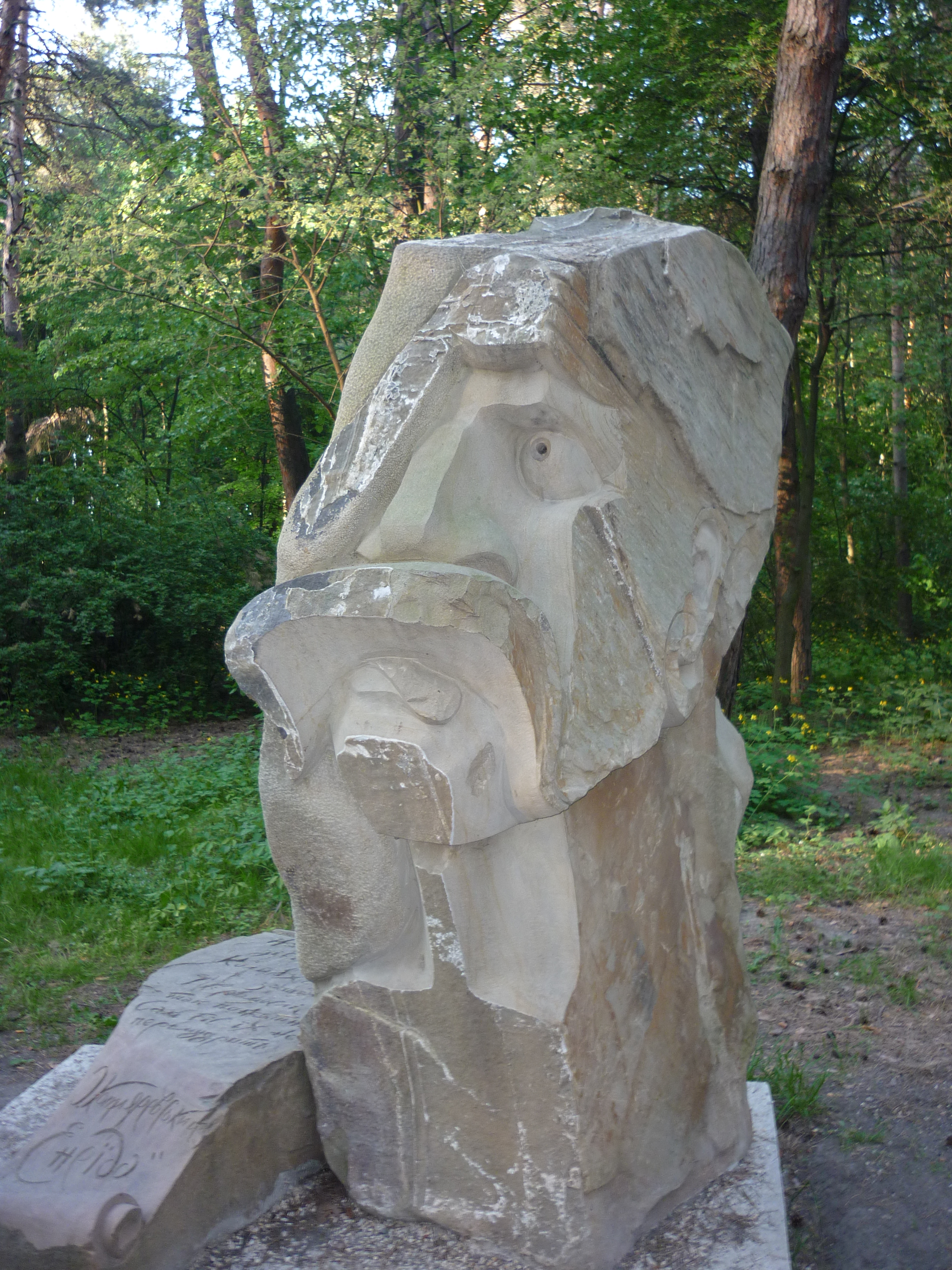
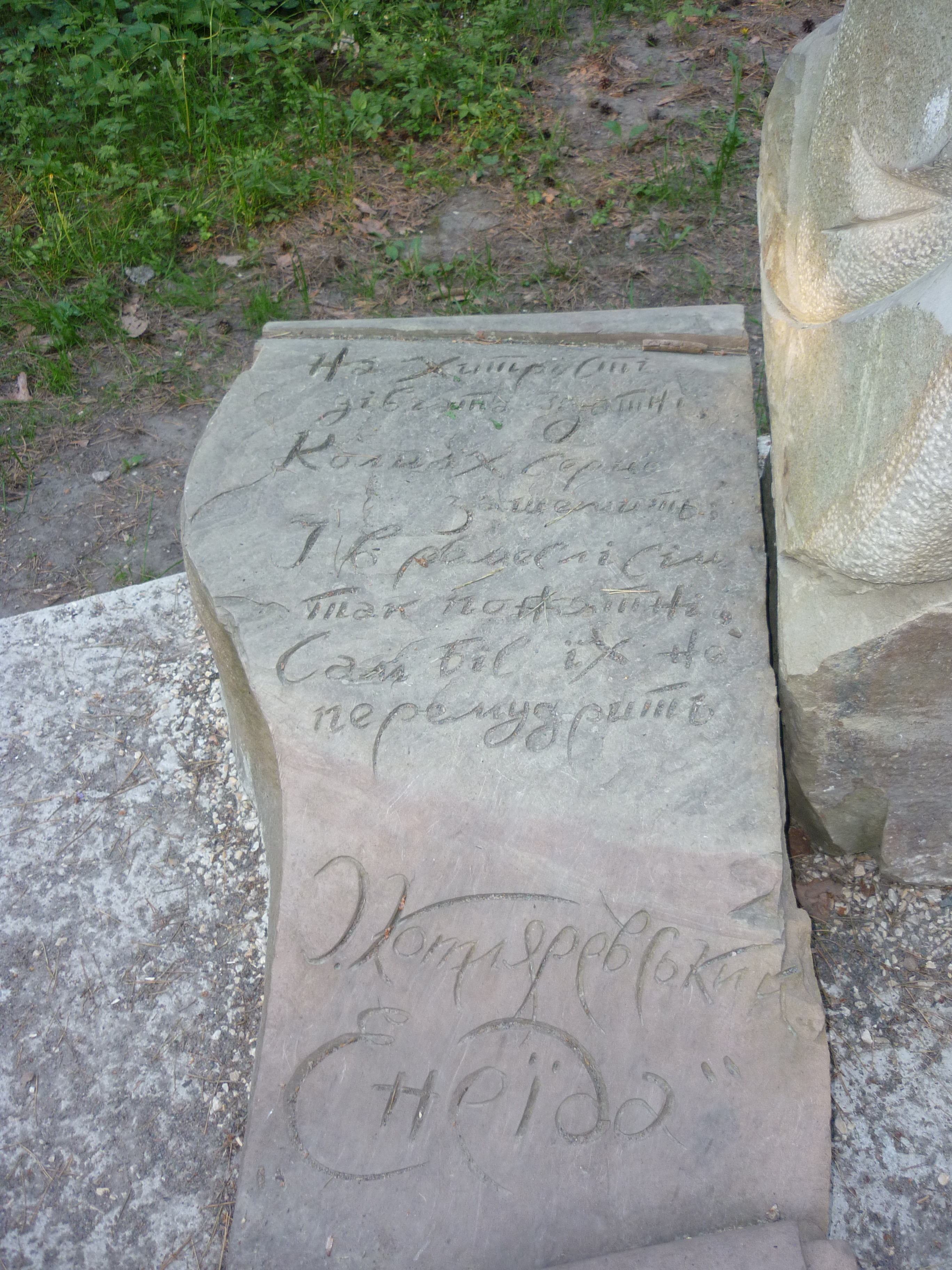
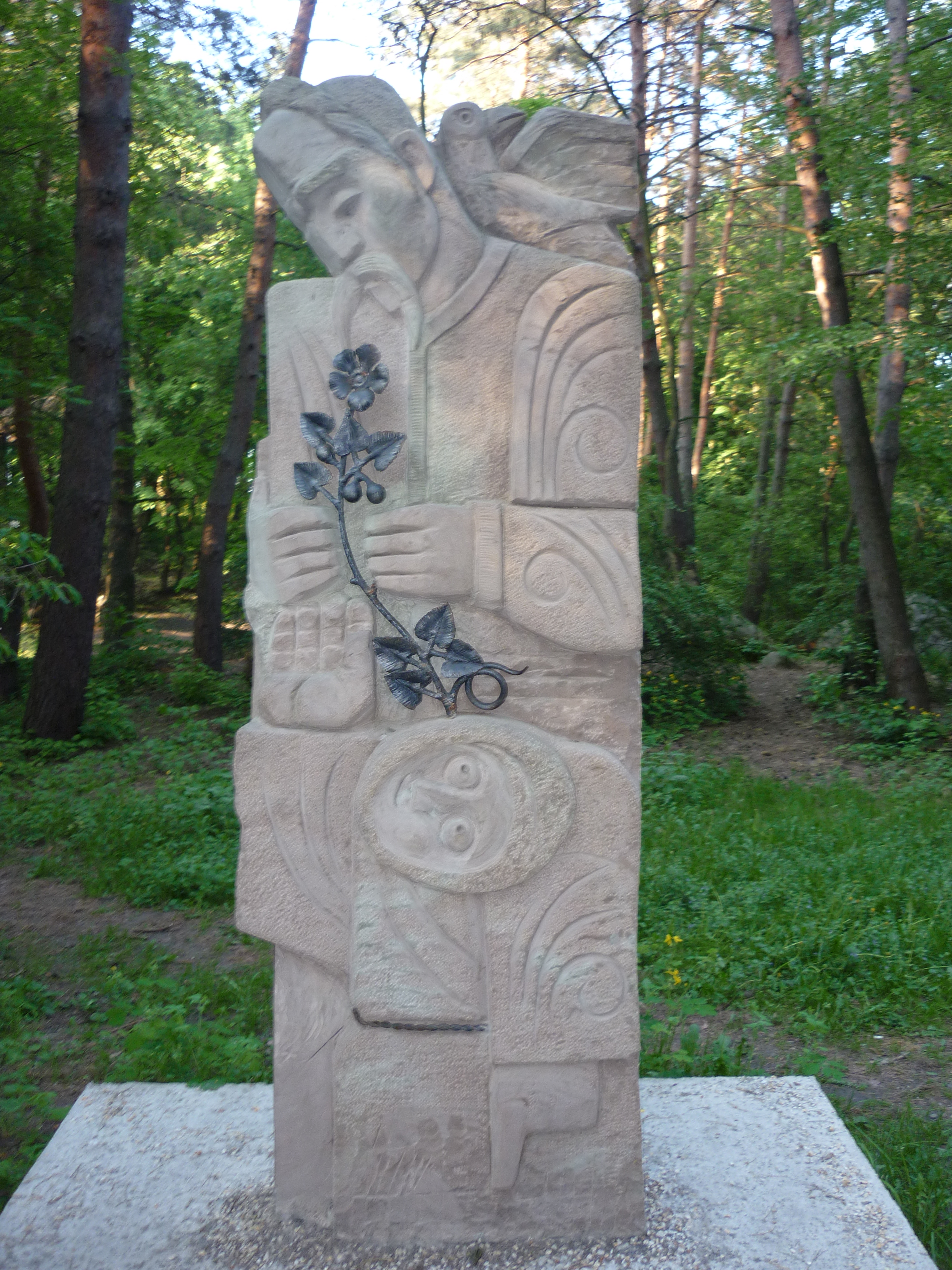
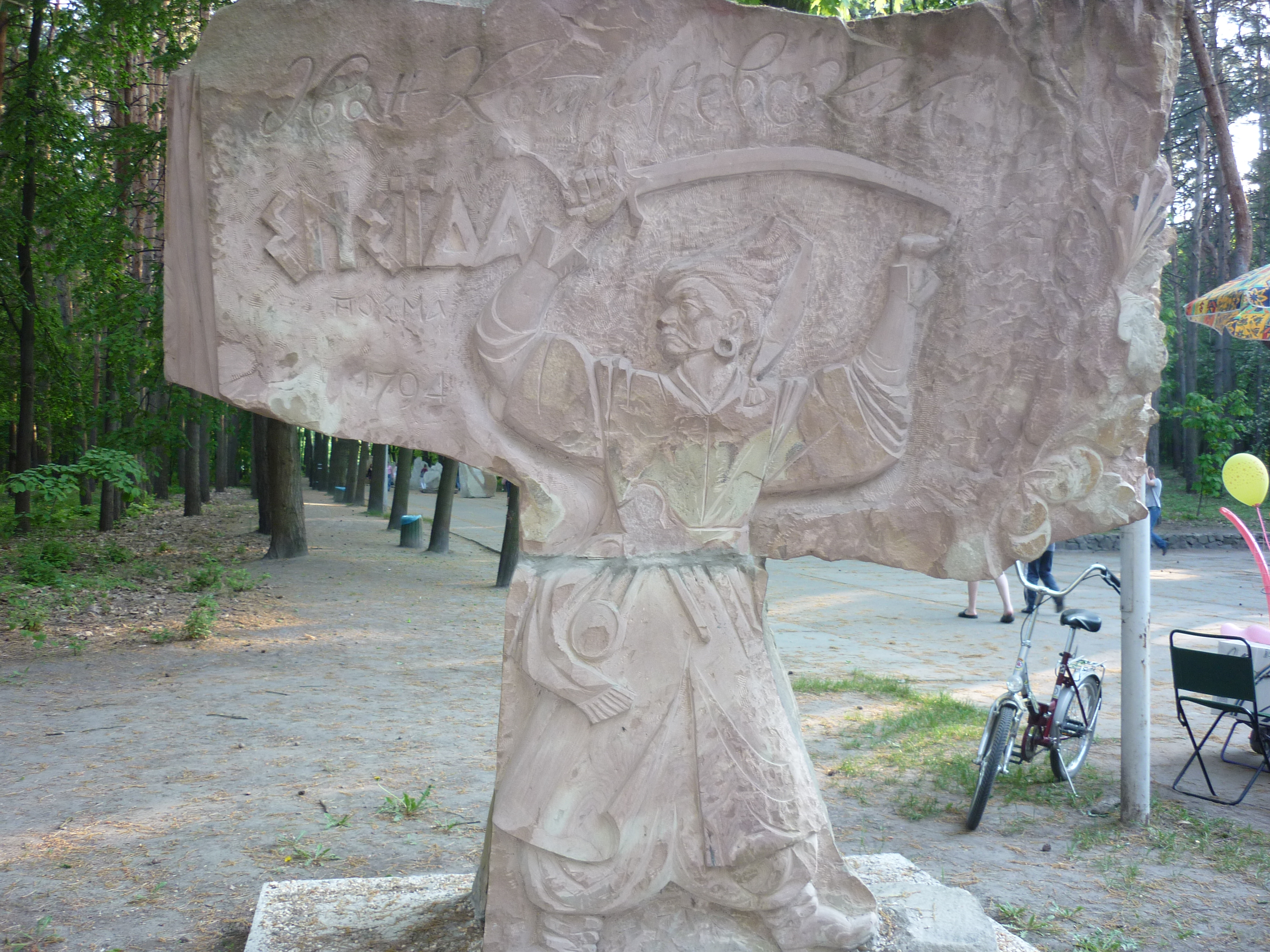

## 2009рік
Другий фестиваль проходив з 1 по 23 серпня 2009 року. Серед учасників були як українські скульптори (Львів, Київ, Канів, Харків, Чернігів, Полтава), так і гості з Польщі та Вірменії. Темою дійства було обрано кохання.

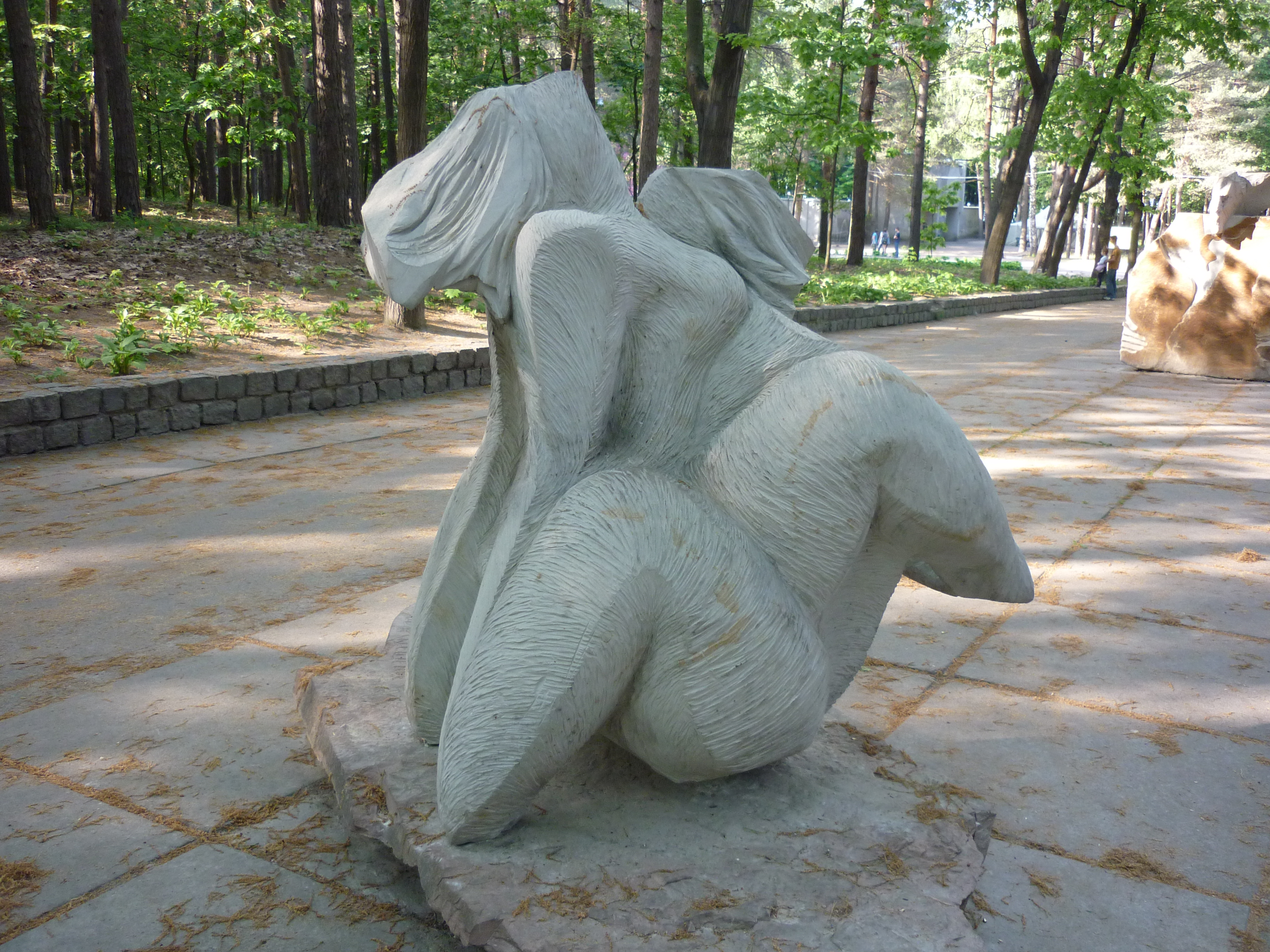
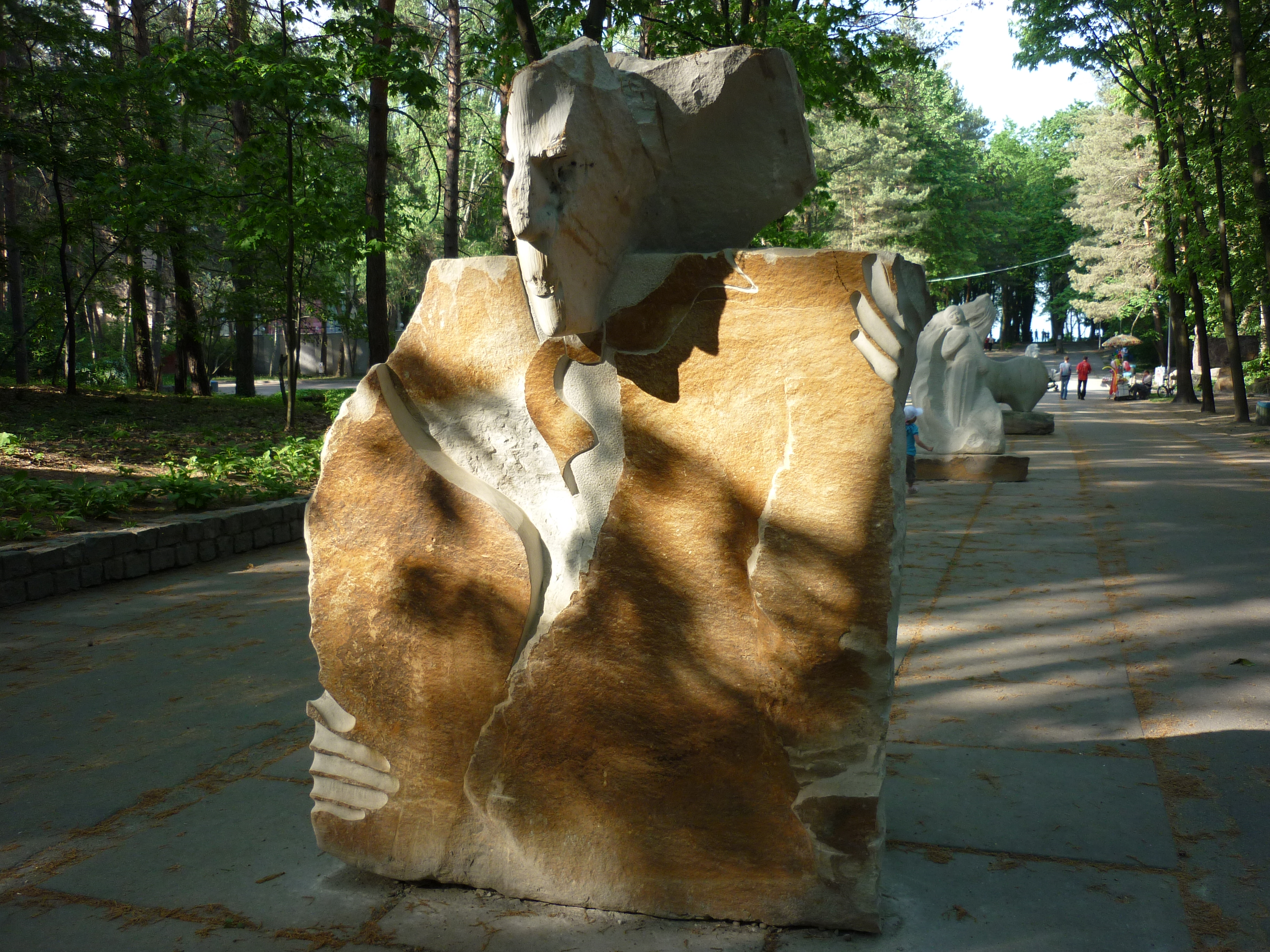
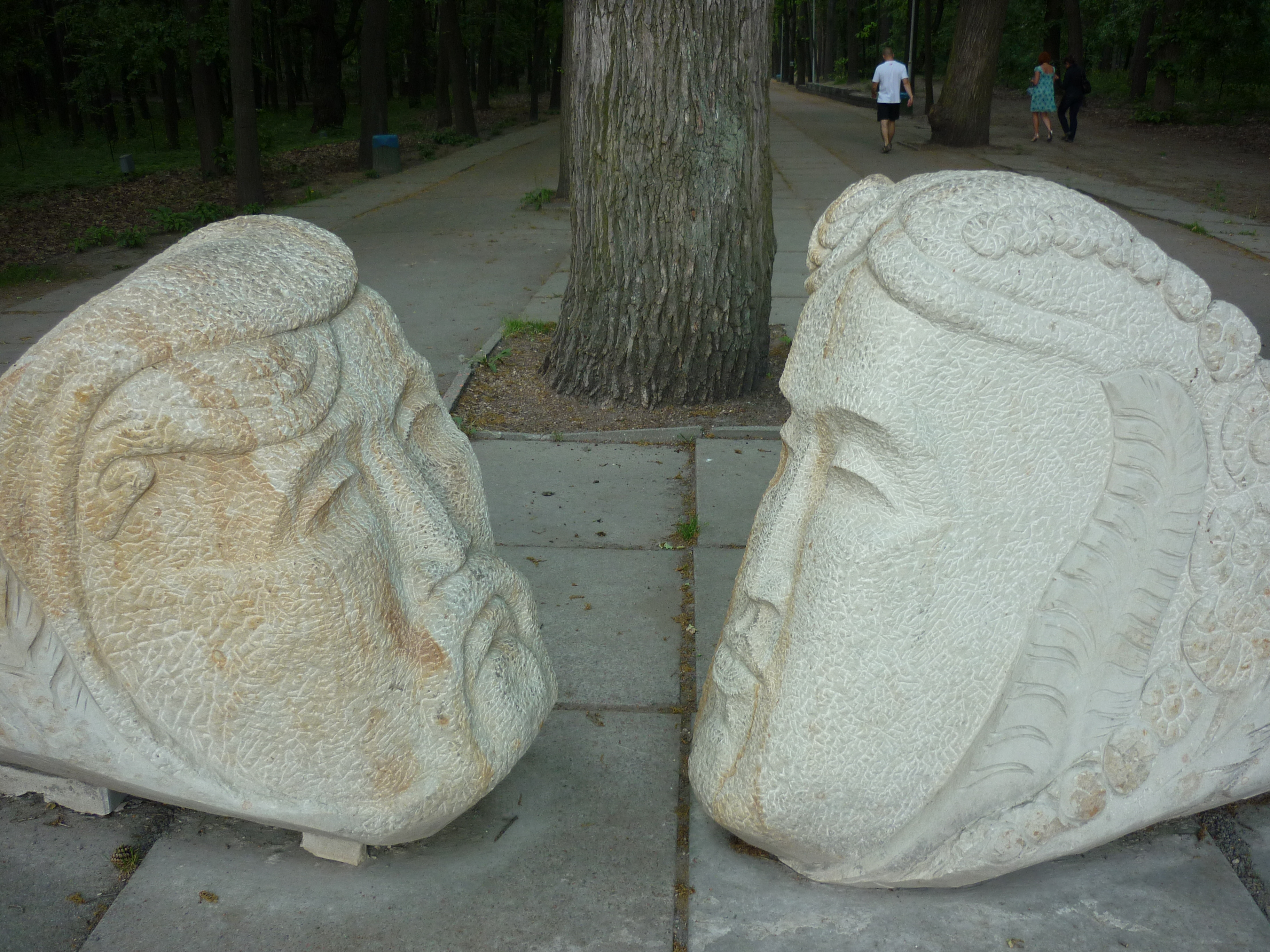
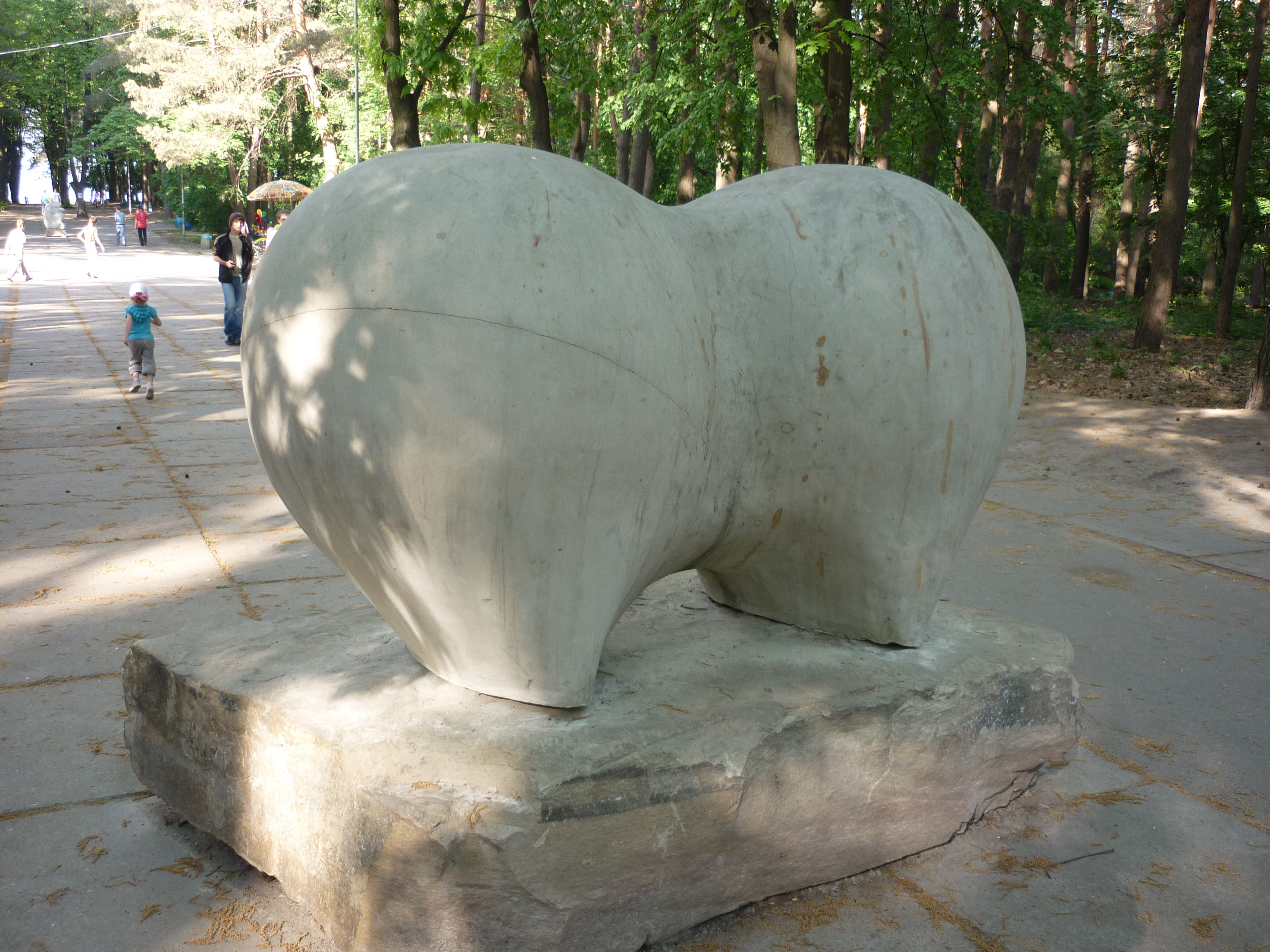
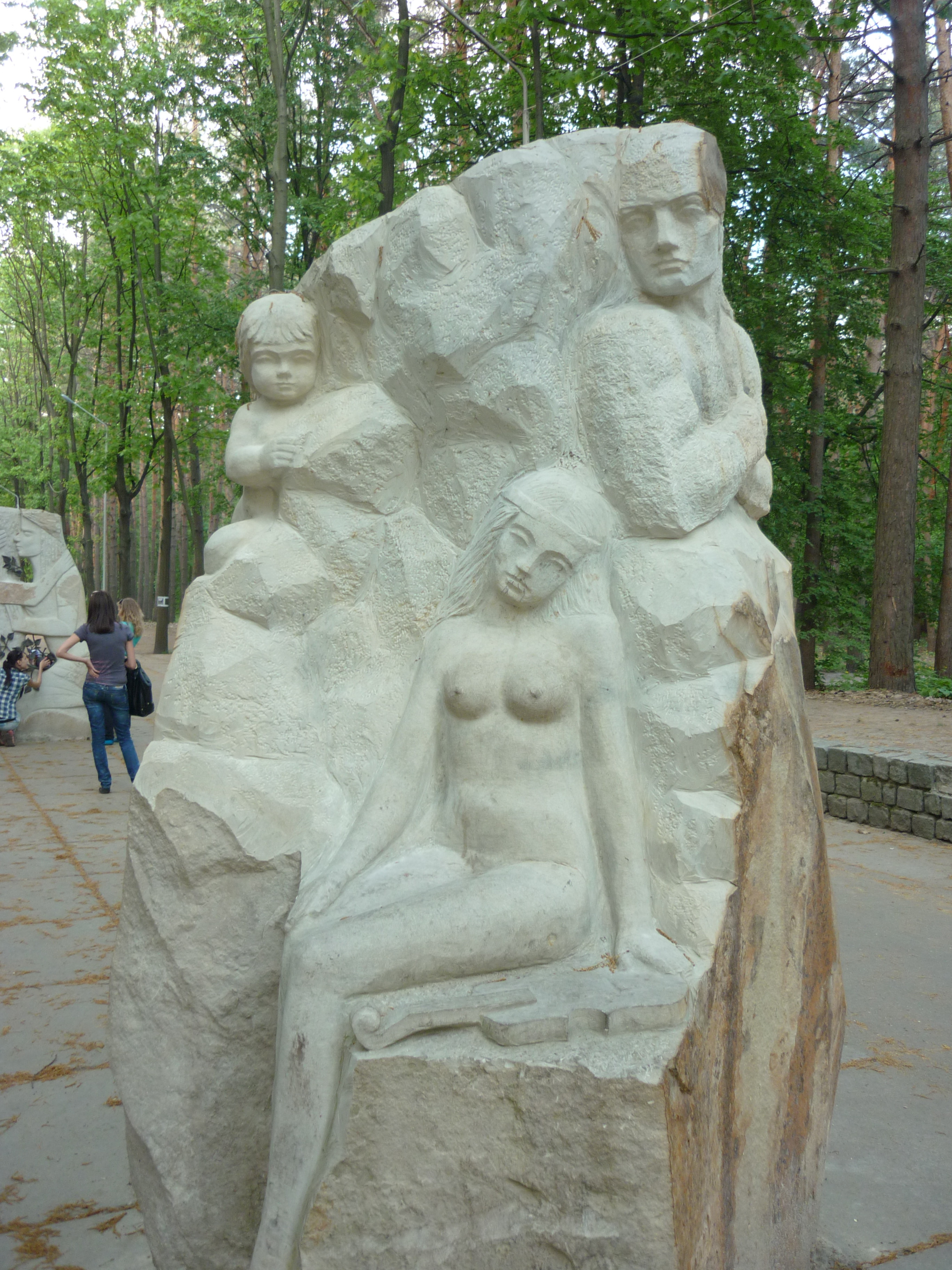
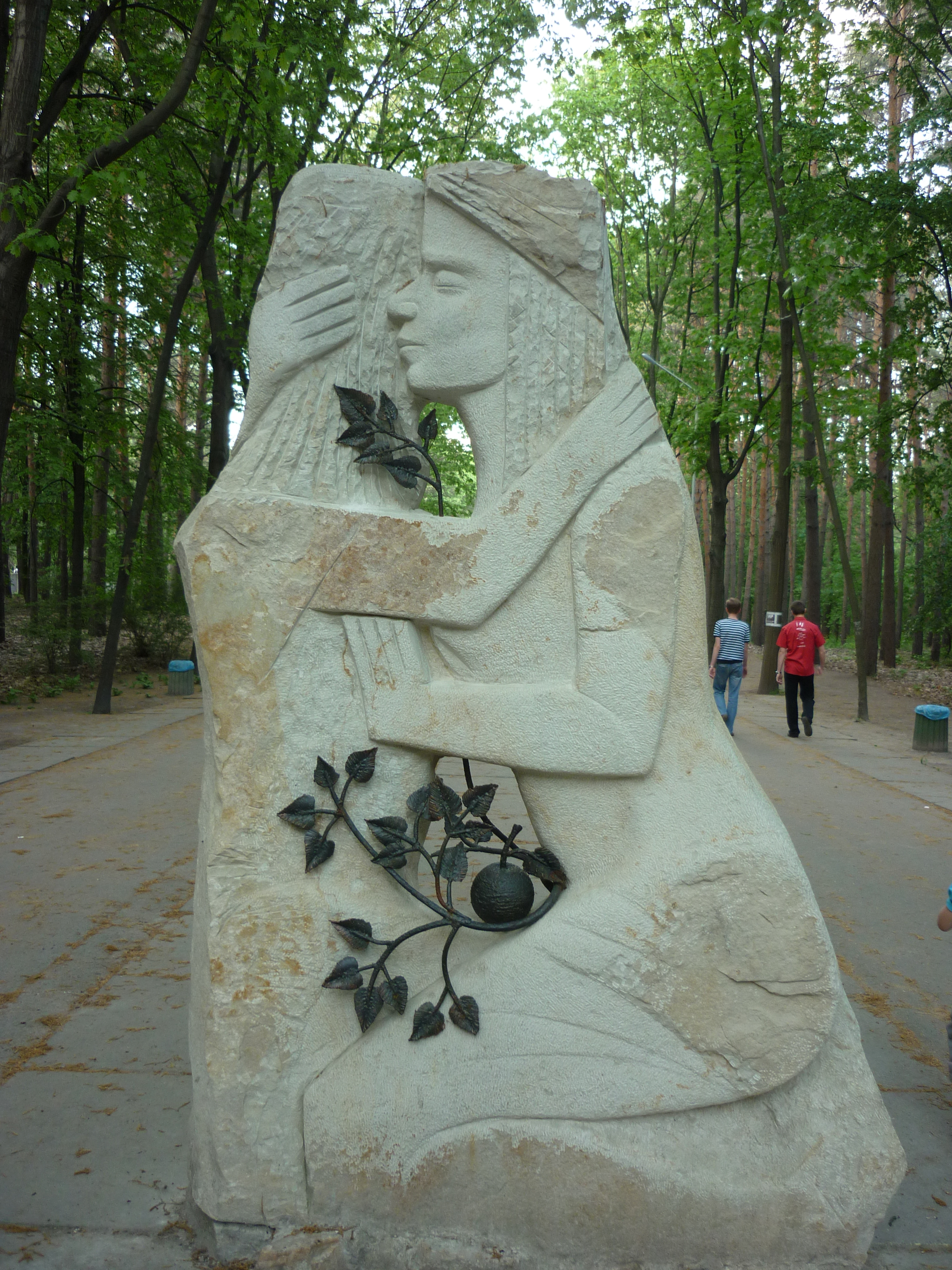
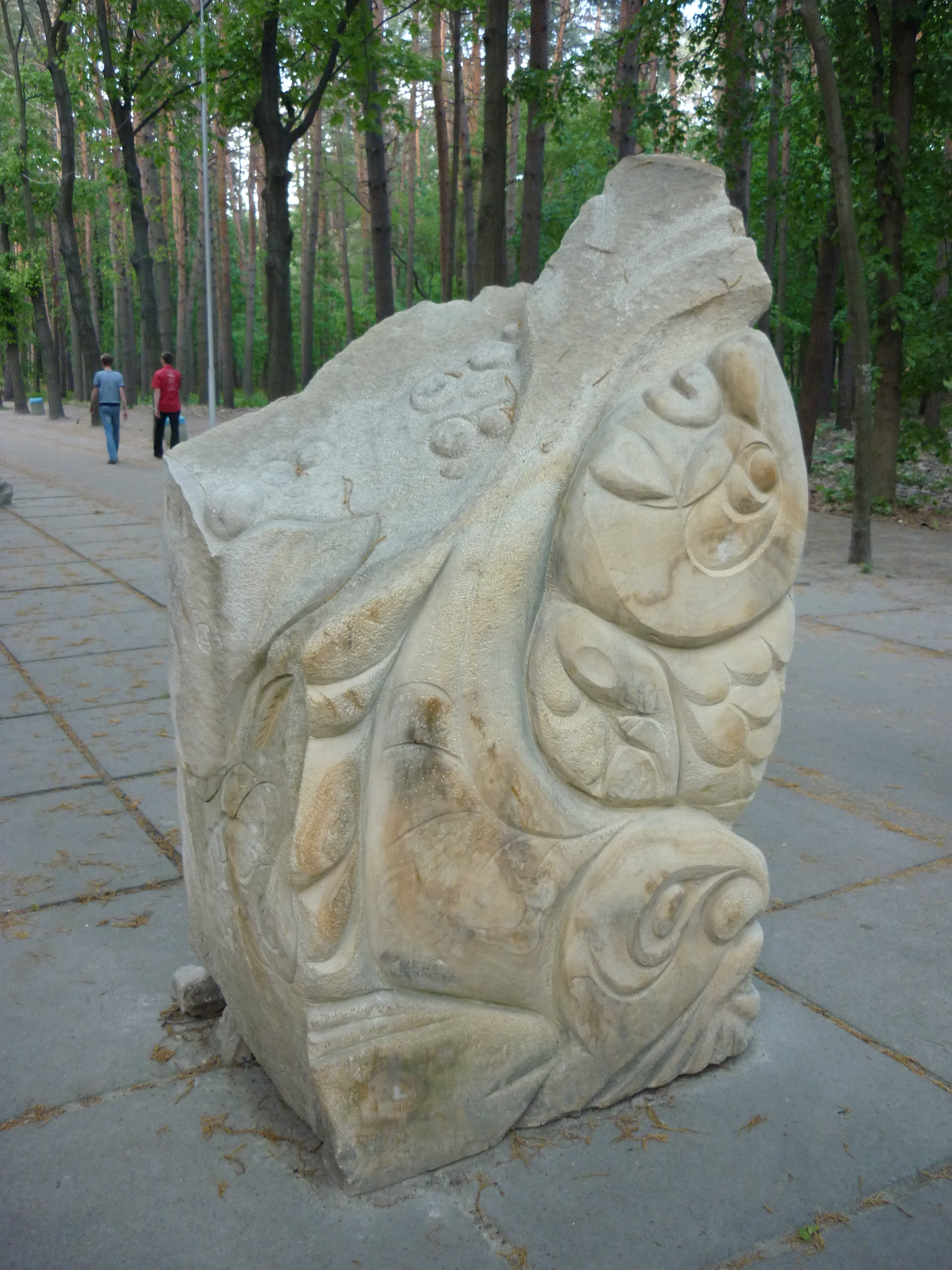
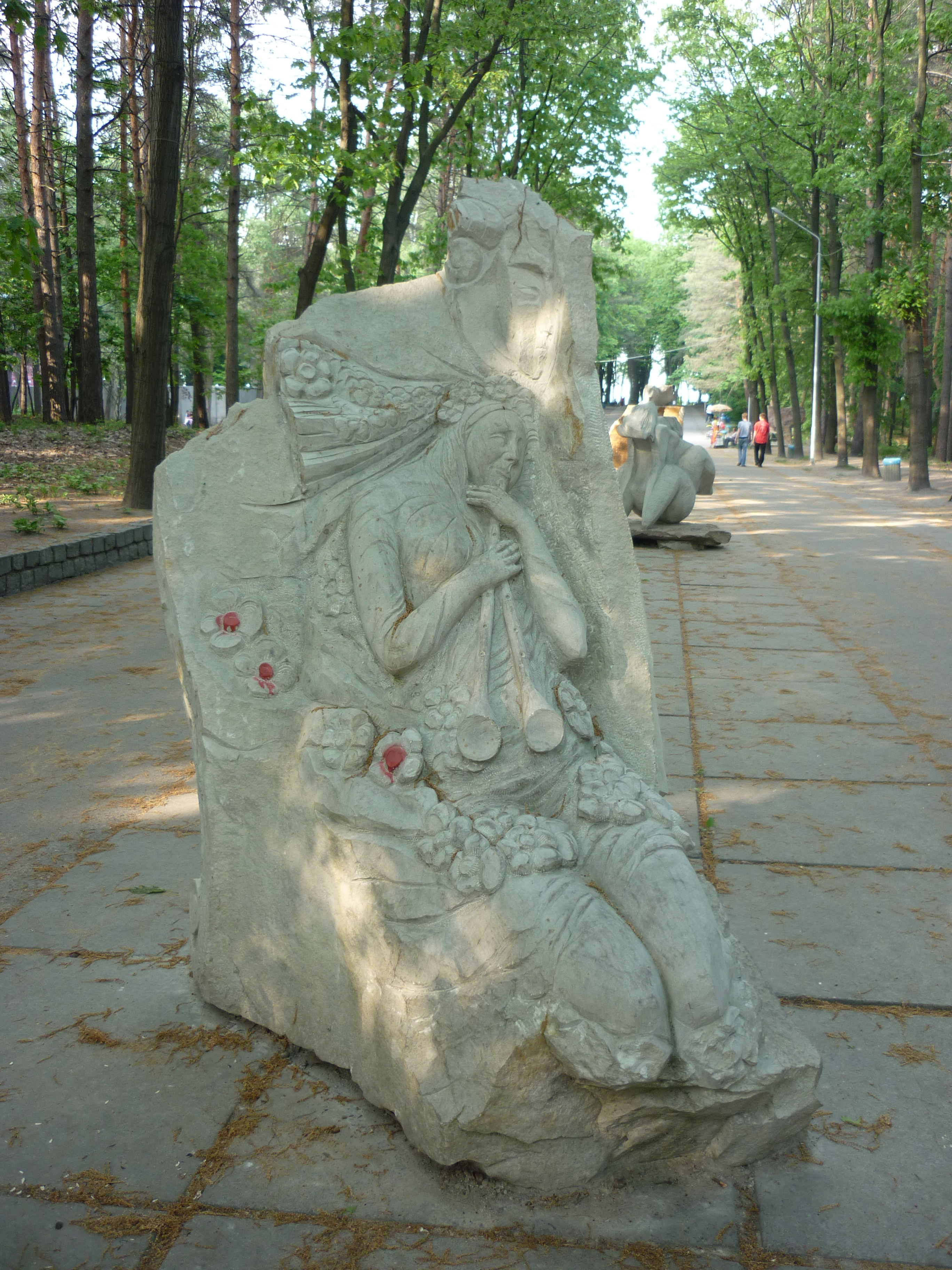